# 拉烏爾島短額鮃
拉烏爾島短額鮃為輻鰭魚綱鰈形目鰈亞目鮃科的其中一種，為溫帶海水魚，分布於西南太平洋諾福克島海域，棲息深度15-59公尺，體長可達8.2公分，棲息在底層水域，生活習性不明。

## 扩展阅读
維基物種上的相關：拉烏爾島短額鮃